# Indiskret
Indiskret (engelska: Indiscreet) är en amerikansk romantisk komedi från 1958 i regi av Stanley Donen.
I huvudrollerna ses Cary Grant och Ingrid Bergman. Filmen är baserad på pjäsen Kind Sir av Norman Krasna.

## Handling
Anna Kalman (Ingrid Bergman) är en framgångsrik skådespelerska som helt gett upp hoppet om att finna den rätte. Av en slump träffar hon diplomaten Philip Adams (Cary Grant) och det blir kärlek vid första ögonkastet. Men snart får hon reda på att Adams hållit en hemlighet för henne. Anna blir vansinnig och planerar sin hämnd.

## Rollista i urval
- Cary Grant - Philip Adams
- Ingrid Bergman - Anna Kalman
- Cecil Parker - Alfred Munson
- Phyllis Calvert - Margaret Munson
- David Kossoff - Carl Banks
- Megs Jenkins - Doris Banks